# Saison 2008 des Athletics d'Oakland
La saison 2008 des Athletics d'Oakland est la 108e saison en Ligue majeure pour cette franchise et la 41e depuis son arrivée en Californie en 1968.

## La saison régulière

### Classement
| Ligue américaine (Division Ouest) | V   | D   | %     | GB   |
| --------------------------------- | --- | --- | ----- | ---- |
| Angels d'Anaheim                  | 100 | 62  | 0.617 | --   |
| Rangers du Texas                  | 79  | 83  | 0.488 | 21.0 |
| Athletics d'Oakland               | 75  | 86  | 0.466 | 24.5 |
| Mariners de Seattle               | 61  | 101 | 0.377 | 39.0 |

## Statistiques individuelles

### Batteurs
Note: J = matches joués, AB = passage au bâton, H = coup sûr, Avg. = moyenne au bâton, HR = coup de circuit, RBI = point produit
| Joueur | J | AB | H | Avg. | HR | RBI |
| ------ | - | -- | - | ---- | -- | --- |

### Lanceurs partants
Note: J = matches joués, IP = manches lancées, V = victoires, D = défaites, ERA = moyenne de points mérités, SO = retraits sur prises
| Joueur | J | IP | V | D | ERA | SO |
| ------ | - | -- | - | - | --- | -- |

### Lanceurs de relève
Note: J = matches joués, SV = sauvetages, V = victoires, D = défaites, ERA = moyenne de points mérités, SO = retraits sur prises
| Joueur | J | SV | V | D | ERA | SO |
| ------ | - | -- | - | - | --- | -- |